# Def Leppard
A Def Leppard egy angol hard rock-együttes, amely a brit heavy metal új hullámával tűnt fel. Az együttest Rick Savage basszusgitáros, Pete Willis gitáros és Tony Kenning dobos tinédzserként alapította 1977-ben, Sheffieldben. Nem sokkal később Joe Elliot énekes csatlakozásával felvették a Def Leppard nevet. Az eredeti dobos helyére hamarosan az akkor mindössze 15 éves Rick Allen érkezett, majd Steve Clark gitárossal egészültek ki.
1980-as bemutatkozó albumukon (On Through the Night) már megkezdték az eltávolodást a heavy metaltól a közérthetőbb hard rock felé. Az albumon szereplő Bringin' On the Heartbreak volt az egyik legelső heavy metal videó amit az MTV is a műsorára tűzött. Ennek köszönhetően az 1980-as években Mutt Lange producer irányításával készített albumaik (High ’n’ Dry, Pyromania és Hysteria) az Amerikai Egyesült Államokban multiplatina státuszt értek el és rajongók millióit hódították meg világszerte az együttes számára.
Rick Allen dobos 1984 szilveszterén autóbaleset következtében elvesztette bal karját, de pár hónappal a baleset után egy speciális elektronikus dobon újra játszani kezdett majd visszatért a zenekarba. Kereskedelmileg legnagyobb sikereiket az 1987-ben megjelent Hysteria albumukkal aratták, mely egyaránt vezette a brit és az amerikai albumlistát. A lemezből mára több mint 20 millió példány kelt el, és olyan kislemezen is kelendő slágereket tartalmaz, mint a Pour Some Sugar on Me, Hysteria, Armageddon It, Animal, Rocket, vagy az annak idején a Billboard Hot 100-as listát vezető Love Bites.
1991. január 8-án újabb tragédia érte a csapatot, amikor az alkoholizmussal küzdő Steve Clark gitáros gyógyszertúladagolásban meghalt. Helyére Vivian Campbell érkezett a Whitesnake-ből és a Dio együttesből, akivel továbbra is sikerült megőrizniük népszerűségüket.
Az 1992-ben megjelent Adrenalize album rögtön a Billboard magazin lemezeladási listájának élén nyitott, az albumról 6 dal jelent meg kislemezen, és a világkörüli lemezbemutató turné is sikeresnek bizonyult. A multiplatina korszakot a Vault: Def Leppard Greatest Hits (1980–1995) című válogatásalbum zárta le 1995-ben. Azóta megjelent albumaikkal az 1990-es és 2000-es évek megváltozott zenei közegében már nem tudták megismételni a korábbi milliós eladásokat, de továbbra is stabil rajongótáborral rendelkeznek.
Minden idők egyik legsikeresebb együttese, pályafutásuk során több mint 100 millió albumot adtak el, (ebből 35 milliót az USA-ban) és a mai napig telt házas koncerteket adnak. A Def Leppard egyike azon ritka rockegyütteseknek, amiknek két albumuk is (Pyromania és Hysteria) 10 millió feletti példányban kelt el az Egyesült Államokban. Rajtuk kívül csak a Beatles, a Van Halen, a Led Zeppelin és a Pink Floyd rendelkezik ilyen eredménnyel. Az együttest a VH1 kinevezte a 31. "legnagyobb hard rock előadó"nak. Ezenkívül a "minden idők 100 legnagyobb előadói"nak listáján a 70. helyre rangsorolták őket. Legutóbbi stúdióalbumuk 2008-ban jelent meg Songs from the Sparkle Lounge címmel.
2019-ben az együttest beiktatták a Rock and Roll Hall of Fame-be.

## Történet

### Korai évek (1977–1979)
A Def Leppard előzményének tekinthető az Atomic Mass együttes, melyet 1977-ben alapított Rick Savage basszusgitáros, Pete Willis gitáros és Tony Kenning dobos. Első próbájukat 1977-ben egy kanálgyárban tartották meg. A tagok ilyenkor még mind tinédzserek voltak és a Sheffield-i Tapton School iskolába jártak. Willisnek köszönhetően hamarosan énekest is találtak, az akkor 18 éves Joe Elliott személyében. Legelső koncertjüket karácsonykor adták az iskolájukban, öt néző előtt. A koncerten hat számot adtak elő, mely nagyrészt Thin Lizzy és David Bowie feldolgozásokból állt, valamint egy saját dalt is előadtak a Misty Dreamer képében.
Ezt követően Elliott javaslatára felvették a "Deaf Leopard" nevet. A kifejezést Kenning javaslatára Def Leppardra módosították, mivel a Deaf Leopard túl punkosan hangzott. 1978 januárjában csatlakozott hozzájuk Steve Clark, mint másodgitáros. Clark úgy nyerte el a zenekar tetszését, hogy teljes egészében előadta a Lynyrd Skynyrd Free Bird dalát. 1978 novemberében mielőtt nekiláttak volna bemutatkozó anyaguk felvételeinek, Kenning elhagyta a zenekart. Ő később Kairóban alapított együttest. Helyére Frank Noon került. Már vele készítették el az 1979 januárjában megjelent 13 perces The Def Leppard E.P. című EP-t. Az anyagot saját maguk adták ki, de később a Bludgeon-Riffola kiadó is segítette a terjesztést. A produceri teendőket pedig maga a zenekar látta el. Az album nyomása, kiadása, terjesztése összesen csak 600 fontba került.
Az EP borítója a His Master's Voice festményt paródizálta ki, ahol a Nipper nevű kutya helyett egy leopárd látható. Az EP első 100 példányához Joe Elliott énekes fénymásolta a borítókat ebédszünet alatt a munkahelyén. A további 1000 példányt már az anyja készítette el. A kiadvány tartalmazta a Ride into the Sun és a Getcha Rocks Off dalszövegeit is, továbbá egyedi rajzokat a zenekar tagjairól, melyeket Dave Jeffrey készített. Elliott átadott egy példányt John Peelnek a híres rádiós DJ-nek is, aki saját BBC Radio 1 show műsorában gyakran leadta a Getcha Rocks Offt. Ennek köszönhetően a BBC kislemezlistáján hamarosan a 84. helyig kúszott fel az EP. Nem sokkal ezután Rick Allen lett a zenekar állandó dobosa, aki mindössze 14 évesen csatlakozott az együtteshez. Ugyan ekkortájt a punk és a new wave volt az uralkodó zenei trend, a brit heavy metal új erőre kapott az olyan új, fiatal zenekaroknak köszönhetően mint az Angelwitch, Saxon, vagy a Diamond Head. The New Wave of British Heavy Metal néven ismertté vált hullám révén tűnt fel a Def Leppard is, akik ekkortájt már az irányzat egyik vezetői lettek (a legnagyobb státuszt végül az Iron Maiden vívta ki). A zenekar egyre növekvő népszerűsége végül oda vezetett, hogy lemezszerződést írhattak alá a Phonogram/Vertigo kiadókkal. Az Egyesült Államokban a Mercuryval kötöttek megállapodást. A zenekar tagjai felhagytak munkájukkal, Allen pedig abbahagyta iskolai tanulmányait. 1979 szeptemberében Londonban koncerteztek, majd októberben az AC/DCt kísérték angliai koncertturnéjukon. Ebben az időben adták ki első maxijukat Wasted címmel.

### On Through the Night, High 'n' Dry (1980-1983)
1979 decemberében neki láttak az első albumuk munkálatainak, melyek a Startling Studios-ban zajlottak Ascotben. A produceri munkálatokat Tom Allomra bízták aki többek között a Judas Priest és a Black Sabbath albumain is dolgozott. A lemez On Through the Night címmel 1980. március 14-én jelent meg. Az angol UK Albums Chart listán a 15., míg az amerikai Billboard 200-on az 51. helyen nyitott. Kislemezként olyan dalokat jelentettek meg az albumról, mint a Rock Brigade, Hello America, és a Wasted. Az albumot a kritika és a rajongók is jól fogadták, azonban a hazai közönség egy része úgy vélte, hogy túlságosan az amerikai piacra koncentrálnak. Ezt támasztotta alá a Hello America dal is, valamint az a tény, hogy elsősorban a tengerentúlon kezdtek el koncertezni. A zenekar szerződést írt alá az amerikai Mensch és Burnstein menedzsment céggel, majd májusban nekivágtak első komolyabb amerikai turnéjuknak. Itt olyan zenekarok előtt melegítették be a színpadokat, mint az AC/DC, Pat Travers, Ted Nugent vagy a Judas Priest. Ezt követően visszatértek Angliába ahol a Reading fesztiválon léptek fel. A koncert azonban botrányba fulladt, ugyanis a tömeg árulással vádolta őket, és paradicsomokkal valamint sörösdobozokkal.
dobálta meg a zenekart, mondván, "dollárért árusították ki magukat". "A heavy metal története" című dokumentumfilm-sorozat 4. epizódjában Joe Elliott úgy nyilatkozott az eseménnyel kapcsolatban, hogy azt a média felfújta a "Hello America" című számuk miatt, és igazából mindegyik fellépőt hasonló bánásmódban részesítette a tömeg.
Az amerikai turnék során a zenekarra felfigyelt az AC/DC producere Robert John "Mutt" Lange, aki vállalta a munkát második albumuk felvételeihez. A felvételek a londoni Battery Studios-ban kezdődtek, és el is tartottak egészen 1981-ig. Lange aprólékos, precíz megközelítése segített a zenekarnak, hogy megtalálja sajátos stílusát. A lemez High 'n' Dry címmel 1981. július 11-én jelent meg, továbbra is a Mercury és a Vertigo gondozásában. A Billboard 200-as listán a 38., míg a UK Albums Chart-on a 26. helyet szerezte meg. Az album kedvező kritikákat kapott kereskedelmileg azonban nem lett sokkal sikeresebb elődjénél. Már a debütáló album is jócskán tartalmazott könnyedebb, hard rockos dalokat a heavy metal mellett, ez a hatás itt még jobban kiteljesedett. A kislemezen is kiadott Let It Go és Bringin' On the Heartbreak dalok is csak a 34. illetve a 61. helyig jutottak. Az utóbbi dalra videóklipet is forgattak, melyet gyakran leadott az akkortájt induló MTV. Így ez volt az egyik legelső heavy metal klip melyet sugárzott a csatorna. Ennek köszönhetően az együttes fokozatosan lett népszerűbb az Államokban. majd a lemez is egyre kelendőbb lett.

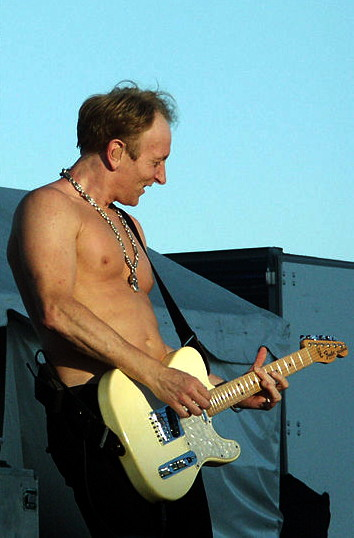
Phil Collen gitáros 1982 óta a Def Leppard tagja.

A lemez megjelenését Európa turné követett, a Rainbow társaságában, majd az USA-ban koncerteztek a Blackfoot és Ozzy Osbourne előzenekaraként.
A turné végeztével nekiláttak a harmadik album munkálatainak, melyet meg kellett szakítani Pete Willis túlzott alkoholfogyasztása miatt. Végül a csapat Willist kirúgta az együttesből 1982. július 11-én. A gitáros később a Gogmagog és a Roadhouse zenekarokban bukkant fel. Az új gitáros Phil Collen lett, aki korábban a Girl nevű glam rock együttesben zenélt.

### Pyromania, Hysteria (1983-1989)
A harmadik album felvételei már 1982 januárjában megkezdődtek a londoni Battle, East Sussex és Battery stúdiókban. A producer ismét Robert John "Mutt" Lange volt, a nagylemez pedig Pyromania címmel jelent meg 1983. január 20-án. A kiadását már a világ minden táján a Vertigo intézte. A sikeres turnék és az előző albumok révén már nagy érdeklődés kísérte az album megjelenését, mely végül nem várt sikert aratott. A Billboard 200-as listáján a 2., míg az UK Albums Chart-on a 18. helyet szerezte meg. Az album sikerét nagyban befolyásolta a Photograph kislemez is, melyet olyan további dalok követtek, mint a Too Late for Love, Foolin, Rock of Ages, és a Billy's Got a Gun. A Photograph videóklipje az MTV legkeresetebb videója lett, Michael Jackson Beat Itje mellett, valamint hat hétig szerepelt előkelő helyen a Rock Album Charts listáján.

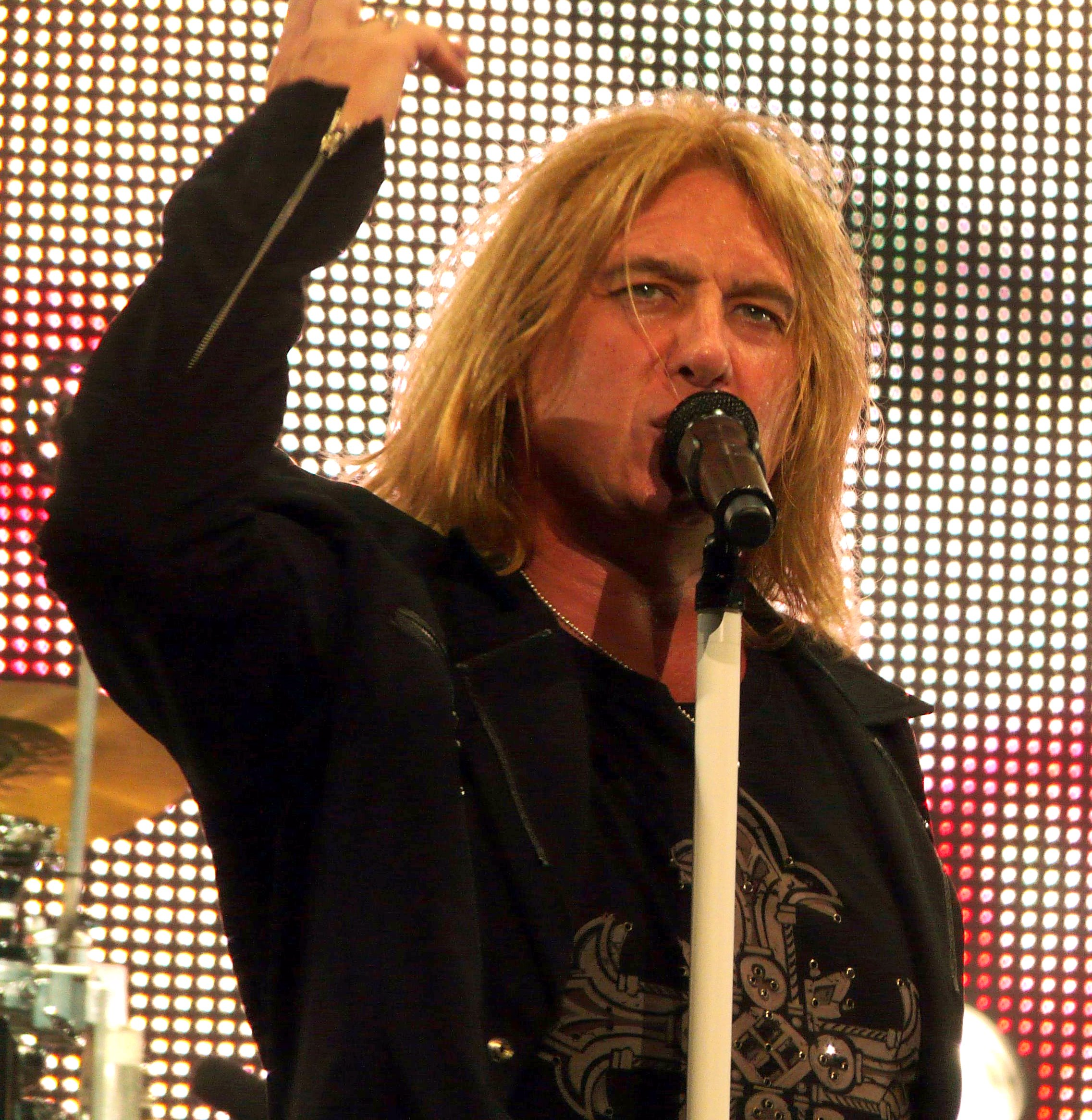
Az együttes 1983-ban bekövetkezett világhírnevét nagyban köszönhette a karizmatikus személyiségű és hangú Joe Elliott énekesnek.

Az albumból hetente több mint 100 000 példány fogyott el, és az 1983. év végére hat millió példányban kelt el az Egyesült Államokban. Ebben az évben csak Michael Jackson Thriller albuma volt sikeresebb a Pyromanianál. Az elképesztő sikerhez hozzájárult, hogy a zenekar elhagyta a korábbi heavy metal hatásait, és előtérbe helyezte a fogós melódiákat, a többszólamú vokálokat, és az énekelhető refréneket. Az albumon már végképp kiforrott a zenekar egyéni, felismerhető hangzásvilága, melybe éppúgy belefértek a dallamos, lassú slágerek, mint a keményebb, ám fogós, hol szomorkás hangulatú, hol induló jellegű dalok. Az együttes bombasztikus hangzású hard rock stílusa, jó időre meghatározta a 80-as évekbeli rockzene irányvonalát. A Pyromania albumot a kritikusok is kitörő lelkesedéssel fogadták, az AllMusic 5 csillagot adott rá, a lehetséges ötből, míg a Rolling Stone négy és felet. Ez utóbbi magazin "minden idők 500 legjobb albumának" listáján a 384. helyre rangsorolta. A lemez mára több mint 10 millió példányban kelt el az Egyesült Államokban, így gyémántlemez minősítést kapott.
Az album turnéja amerikában kezdődött, ezúttal már hatalmas stadionokban, ahol Billy Squier volt a vendég. Az amerikai körút márciusban ért véget San Diegóban, ahol a Jack Murphy stadionban 55.000 rajongó előtt léptek fel. A Pyromania turné világméretűvé dagadt, többek között eljutottak Bangkokba is, mely a turné utolsó állomása volt.
Egy 1984-es Gallup közvélemény kutatás szerint a Def Leppard számított amerika kedvenc rockbandájának. Ezzel olyan együtteseket utasítottak maguk mögé, mint a Rolling Stones, az AC/DC, vagy a Journey. Hazájukban, Angliában azonban nem voltak annyira sikeresek mint a tengertúlon, mely tény nagyban zavarta a tagokat.
1984 februárjában az angol adótörvények elől menekülve áttették székhelyüket Dublinba. Időközben nekiláttak az új dalok megírásának, Robert John "Mutt" Lange, azonban csak kezdetben dolgozott velük, így Jim Steinmannal folytatták a munkát, aki Meat Loaf Bat out of Hellje révén vált híressé. 1984. december 31-én egy megrázó tragédia érte a zenekart. Rick Allen dobos Corvette-vel nem tudott bevenni egy éles kanyart, így az autóbalesetben elveszítette bal karját. Az együttes összetartozását jelezte, hogy kitartottak Allen mellett, és ösztönözték arra, hogy ne adja fel a zenélést. Egy Simmons féle egyéni elektronikus berendezés segítségével Rick megtanult egy kézzel dobolni, és tagja marad a csapatnak. A többiekben sosem merült fel a gondolat, hogy valaki mást vegyenek be Allen helyére. Mindez óriási rokonszenvet eredményezett rajongói és zenészi körökben egyaránt. 1985-ben kisebb pihenőt tartottak, majd Robert John "Mutt" Lange bejelentette visszatérését. Bemelegítésként egy rövid Írországi turnét bonyolítottak le, ahol Allen bebizonyította, hogy tud egyedül dobolni. 1986-ban nagy sikerű koncertet adtak a Donington Park-beli Monsters of Rock fesztiválon. A körút további nyolc koncertet foglalt magában mely első fellépésein Jeff Rich a Status Quo dobosa segítette ki őket. A turné bizonyította, hogy az összeomlásról szóló hírek hamisak.

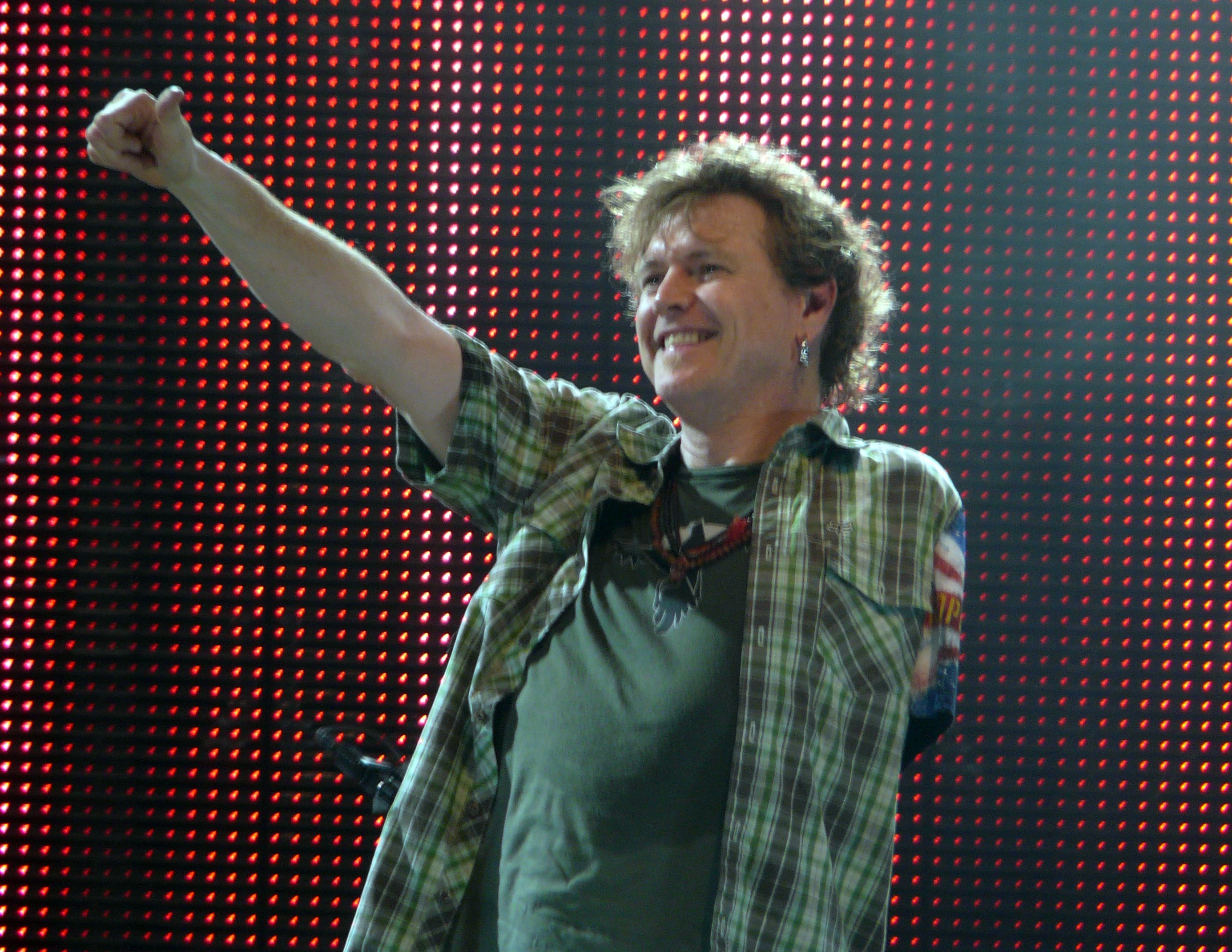
Rick Allen dobos 1984. december 31-én egy autóbaleset következtében elveszítette fél karját. Ennek ellenére speciális elektronikus dobfelszerelés segítségével megtanult egy kézzel dobolni, és a zenekar tagja maradt.

Időközben folyamatosan dolgoztak negyedik nagylemezükön, melynek felvételei már 1984-ben megkezdődtek, és 1987 januárjában fejeződtek be. A felvételek holland, ír, és francia stúdiókban zajlottak Robert John "Mutt" Lange és maga a zenekar producerkedésével. Az album készülését sok dolog hátráltatta, többek között Lange autóbalesete, és Joe Elliott mumpsza, mely egy vírusos fertőző betegség. Lange célja az volt, hogy elkészítsék a Thriller című Michael Jackson album hard rock verzióját, azaz potenciális sláger dalokkal legyen tele. Négy év várakozás után végül 1987. augusztus 3-án jelent meg a Hysteria névre keresztelt album. Az anyag még az elődjénél is nagyobb sikert aratott, a Billboard 200-on és az UK Albums Chart-on is az első helyre került. Az USA-ban 96 héten át tartózkodott a Top 40-ben. Az Egyesült Királyságban elsőként az Animal jelent meg kislemezként (az USA-ban a Women), mely bekerült a Top 10-be, elérve a 6. pozíciót. Az Egyesült Államokban azután kezdett igazán fogyni a lemez, miután kijött a Pour Some Sugar on Me kislemezként.

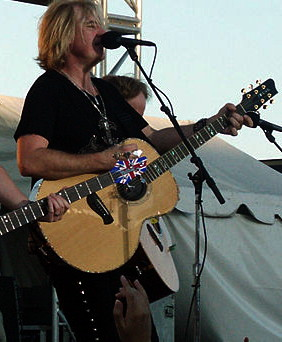
Joe Elliott énekes a koncertek alkalmával gyakran szokott gitározni is.

A dal a U.S. Billboard Hot 100-on a 2. helyezett lett. A dalhoz készült klip első lett az MTV legtöbbet leadott dalainak listáján, miután 73-szor vetítették, 1988. május 26-a és szeptember 5-e között. Ezt a dalt gyakran tekintik az együttes legismertebb dalának, mely a VH1 "A 80-as évek 100 legnagyobb dalának" listáján a 2. helyre került. 1988 októberében a Love Bites ballada a Billboard Hot 100-as listán az első helyre került, egyedüliként a zenekar történetében. 1989 januárjában az Armageddon It került be az amerikai Top 5-be.
A Hysteria albumról összesen hét kislemez jelent meg, melyből mindegyik felkerült az amerikai Top 100-as listába: "Women" (#80), "Animal" (#19), "Hysteria" (#10), "Pour Some Sugar on Me" (#2), "Love Bites" (#1), "Armageddon It" (#3), és "Rocket" (#12). 1989-ben az MTV Video Music Awards-on a Tear It Down dalt adták elő. Az album megerősítette szupersztár státuszukat, kereskedelmileg a legkelendőbb lemezük lett, az Egyesült Államokban 12 millió példány fogyott belőle, míg világszerte több mint 20 millió. Zeneileg a Pyromania irányvonala teljesedett ki, annyi különbséggel, hogy a tradicionális heavy metal gyökereiket végképp száműzték dalaikból. A populárisabb, rádiókat megcélzó hangvétel sok régi rajongó fanyalgását váltotta ki. A kritika viszont dicshimnuszokat zengett, a Rolling Stone és az Allmusic is maximális pontszámmal jutalmazta. A ma már klasszikusnak számító album 62:52 perces játékidejével az akkori leghosszabb lemeznek számított. 1988-ban a Q magazin olvasói minden idők 98. legjobb albumának szavazták meg, míg a Rolling Stone "Minden idők 500 legjobb albumának" listáján a 472. helyezett lett.

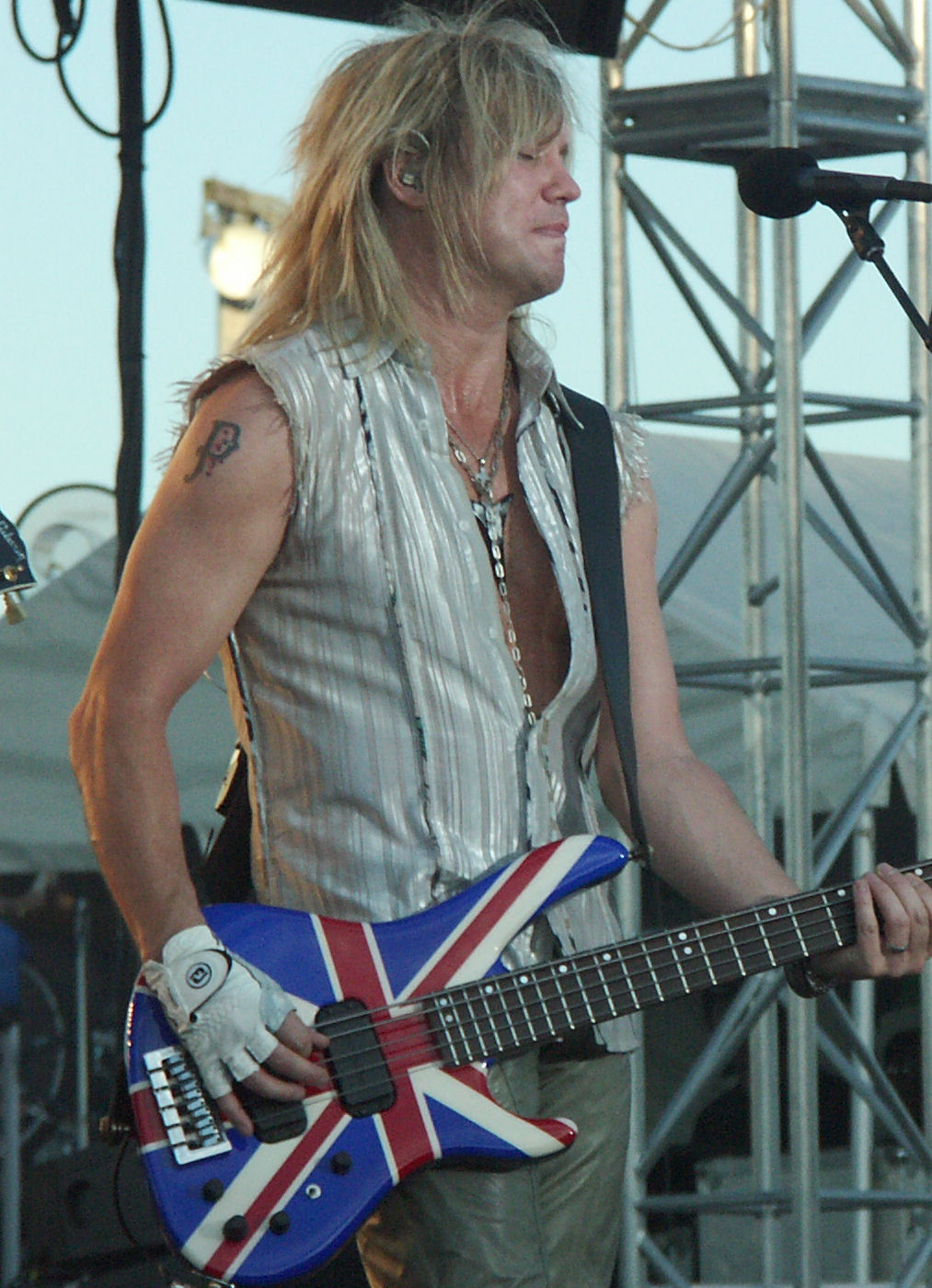
Rick Savage az együttes basszusgitárosa.

A lemezt bemutató 15 hónapos turné 1988-ban vette kezdetét, mely 227 fellépést foglalt magában. A fellépéseken a zenekar legtöbbször körszínpadot használt, mely igen népszerűnek bizonyult a "megvadult" rajongók között, ahogy az a "Pour Some Sugar on Me" és az "Armageddon It" klipjeiben is látható. A körszínpadot később az 1992-es Adrenalize turnén újra felhasználták.
1989-ben az American Music Awards-on a Def Leppard nyert a "Kedvenc Heavy Metal előadó" és a "Kedvenc Heavy Metal Album" (Hysteria) kategóriákban. Az együttes tiszteletére az American Music Awards-on ebben az évben alapították meg a heavy metal díjat (a kategóriát azóta törölték). Az 1980-as évek végére már felbukkantak olyan sikeres sztárzenekarok, mint a Bon Jovi, a Guns N’ Roses vagy a Mötley Crüe, de a rockegyüttesek közül a Def Leppard albumok bizonyultak a legkelendőbbnek az 1980-as években az Egyesült Államok területén.

### Adrenalize, Retro Active (1990-1996)
A Hysteria kiadása után hamar nekiláttak a következő lemez megírásának, mivel nem akartak várni újabb négy évet a két lemez között. A folyamatot azonban hátráltatta Steve Clark súlyos alkoholfüggősége, mely révén állandó vendége lett a rehabilitációs kórházaknak. Az egyik intézményben találkozott egy jóbarátjával Slash-sel, aki szintén alkoholproblémákkal küszködött. 1990 közepén a zenekar engedélyezett számára egy hat hónapos pihenőt, mely révén rendbehozhatja magát. A zenekar pályáját azonban egy újabb tragédia követte, ugyanis 1991. január 8-án holtan találták Steve Clarkot londoni otthonában. Clark alkoholt ivott arra a fájdalomcsillapítóra, melyet még bordatörése miatt kapott egy évvel korábban.

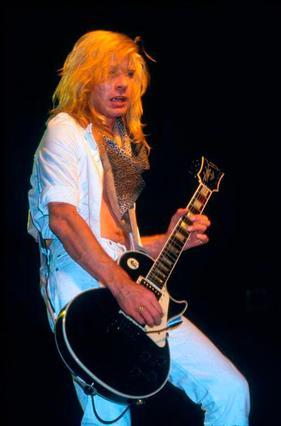
Steve Clark gitáros az alkohol rabjává vált, mely végül a végzetét okozta. 1991. január 8-án hunyt el.

A megtört zenekar azonban nem hagyta abba a lemez munkálatait, melyek az Írországi Wisseloord és a hollandiai stúdió 150-ben zajlottak Mike Shipley és Mutt Lange producer vezényletével. A produceri teendőkből rajtuk kívül maga a zenekar is kivette a részét. A négyesben készített lemez végül 1992. március 31-én jelent meg Adrenalize címmel, a Mercury/Bludgeon Riffola gondozásában. A lemez mind a Billboard 200, mind az UK Albums Chart listáján az első helyen nyitott. Amerikában öt héten át tartózkodott az élen. Az első kislemezként a Let's Get Rocked jelent meg, mely óriási sikert aratott, és a videóját később jelölték az 1992-es MTV Video Music Awards-on az év legjobb videóklipje kategóriában. A lemezről további öt kislemezt (Heaven Is, Make Love Like a Man, Tonight, Stand Up (Kick Love Into Motion), Have You Ever Needed Someone So Bad) másoltak ki, melyek szintén jelentős sikereket értek el. Az album kritikai fogadtatása nagyrészt negatív volt, melyek kifogásolták a lemez sablonosságát, és hasonlóságát a Hysteriához. Egyes kritikák szerint túl sok rajta a „rádióbarát” lassú sláger, és a már megszokott fordulatokat hozza csupán. A rajongók viszont nagyrészt pozitívan fogadták és a Rolling Stone is négy csillaggal jutalmazta az ötből. Az album már nem tudta megismételni elődjei sikerét, melyből több mint 10 millió példány kelt el világszerte. Clark halálesete óta először 1992. április 20-án mutatkoztak közönség előtt a londoni Wembley Stadionban. A zenekar a Freddie Mercury emlékkoncert keretében lépett itt fel, ahol a Animal, Let’s Get Rocked, és a Now I’m Here dalokar adták elő. Később Joe Elliott a Queen tagjaival, valamint Slashel közösen adta elő a Tie Your Mother Downt.
1992-ben a dallamos metal, és hard rock korszak már a végét járta. Kezdett előretörni a grunge és az alternatív rock hullám. Ennek ellenére a Def Leppard még mindig telt házas stadionkoncerteket adott az Adrenalize turnéján, mely mindegy 240 fellépést foglalt magában. A turnéra már megtalálták az állandó másodgitárosukat Vivian Campbell személyében, aki korábban a Dio és a Whitesnake zenekarokban szerzett magának komoly hírnevet.
1993-ban Az Utolsó Akcióhős című Arnold Schwarzenegger film producere felkérte a zenekart, hogy működjenek közre a film soundtrack-jén. Mivel még javában folyt a világturné a zenekar egy B-oldalas dalt a Two Steps Behind-ot választotta ki, mely addig csak Angliában jelent meg. A turné csúcspontja a hazájukban, Sheffieldban adott koncert volt, ahol a 15. születésnapjukat ünnepelték az 55.000 férőhelyes Dont Valley Stadionban. A Two Steps Behind az USA-ban és a világ többi részén is felkerült a listákra, mely arra arra ösztönözte az együttest, hogy B oldalas számaikból kiadjanak egy válogatáslemezt. A kiadvány Retro Active címmel jelent meg 1993. október 5-én a Mercury gondozásában.

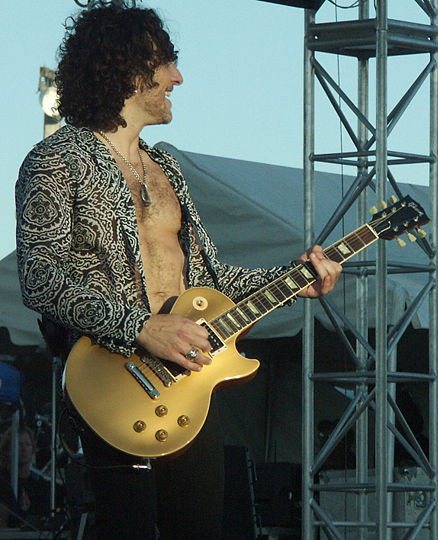
Vivian Campbell gitáros 1992-ben csatlakozott az együtteshez. Korábban a Dio és a Whitesnake zenekarok révén szerzett magának gitárhősi hírnevet.

Az 1984 és 1993 közötti dalokat tartalmazó album a Billboard 200-on a 9., míg az UK Albums Chart-on a 6. helyezett lett. A lemez a Only After Dark képében tartalmazott egy Mick Ronson feldolgozást is. Továbbá a Sweet Action című dalának feldolgozása is hallható. Az album borítóját Nels Israelson és Hugh Syme készítette. A kiadvány kapcsán kiadtak egy Miss You In A Heartbeat című kislemezt is mely Kanadában bejutott a Top 5-be, és a zenekar egyik legnagyobb slágerévé vált. Az Retro Active korongból világszerte 3 millió darab kelt el. A válogatás dalai a zenekar sötétebb, összetettebb oldalát domborította ki, bizonyítván, hogy hogy nem csak slágereket képesek írni, hanem elgondolkodtatóbb darabokat is.
1993-ban megjelent egy Live: In the Clubs, in Your Face című négy dalos koncert EP, melynek a felvételei 1992-ben Bonn készültek.
Ezt követően kétéves pihenőidőszak következett, majd 1995. október 31-én egy újabb válogatásalbum került a boltok polcaira Vault: Def Leppard Greatest Hits (1980–1995) címmel. A lemez 15. lett a Bllboard 200-on, míg az UK Albums Chart-on a 3.
A válogatás igen kelendőnek bizonyult, az USA-ban 5-szörös platinalemez lett, míg világszerte 11 millió példány kelt el belőle. Az észak-amerikai, az angol és a japán kiadás eltérő számlistával jelent meg. A válogatásalbum tartalmazott egy új balladisztikus szerzeményt is, a When Love & Hate Collide képében, mely kislemezként 2. helyezett lett az angliai slágerlistákon. Ezzel az eredménnyel hazájukban ez a kislemez lett a legsikeresebb.
1995. október 23-án az együttes bekerült a Guinness Rekordok Könyvébe mivel egy napon belül három kontinensen adtak koncertet (Tanger-Marokkó, London-Anglia, és Vancouver-Kanada).

### Slang, Euphoria, X (1996-2004)
Következő nagylemezük munkálatait 1996-ban fejezték be, mely már 1994 óta készült különböző stúdiókban. Többek között megfordultak a spanyolországi Marbellába, de készültek felvételek a Bow Lane Studios-ban is Dublinban. A készülődő album produceri munkálatait magukon kívül Pete Woodroffere bízták. A lemez készítése folyamán számos nehezségen kellett keresztülesniük. Phil Collen elvált, Rick Savage az apját veszítette el, illetve bell féle bénulást is kapott. Rick Allent és Joe Elliottot pedig letartóztatták házastársaik megerőszakolása miatt. Hetedik nagylemezük végül Slang címmel látott napvilágot 1996. május 14-én. A Billboard 200-on a 14., míg az UK Albums Chart-on az 5. helyezett lett. Az album csak elvétve idézte a 80-as évekbeli Def Leppardot. A lemezt samplerezett, iparira illetve indusztriálisra vett hangzás jellemezte. A megfontolt, lassú dallamvezetés, az aprólékos témakifejtés, és az időnként felbukkanó grunge-os komorság nem nyerte el a rajongók tetszését, de a kritikusok is lehúzták az albumot. Ugyanakkor tény, hogy úgy sikerült megújulniuk, hogy közben a jellegzetességeik is megmaradtak, itt-ott.

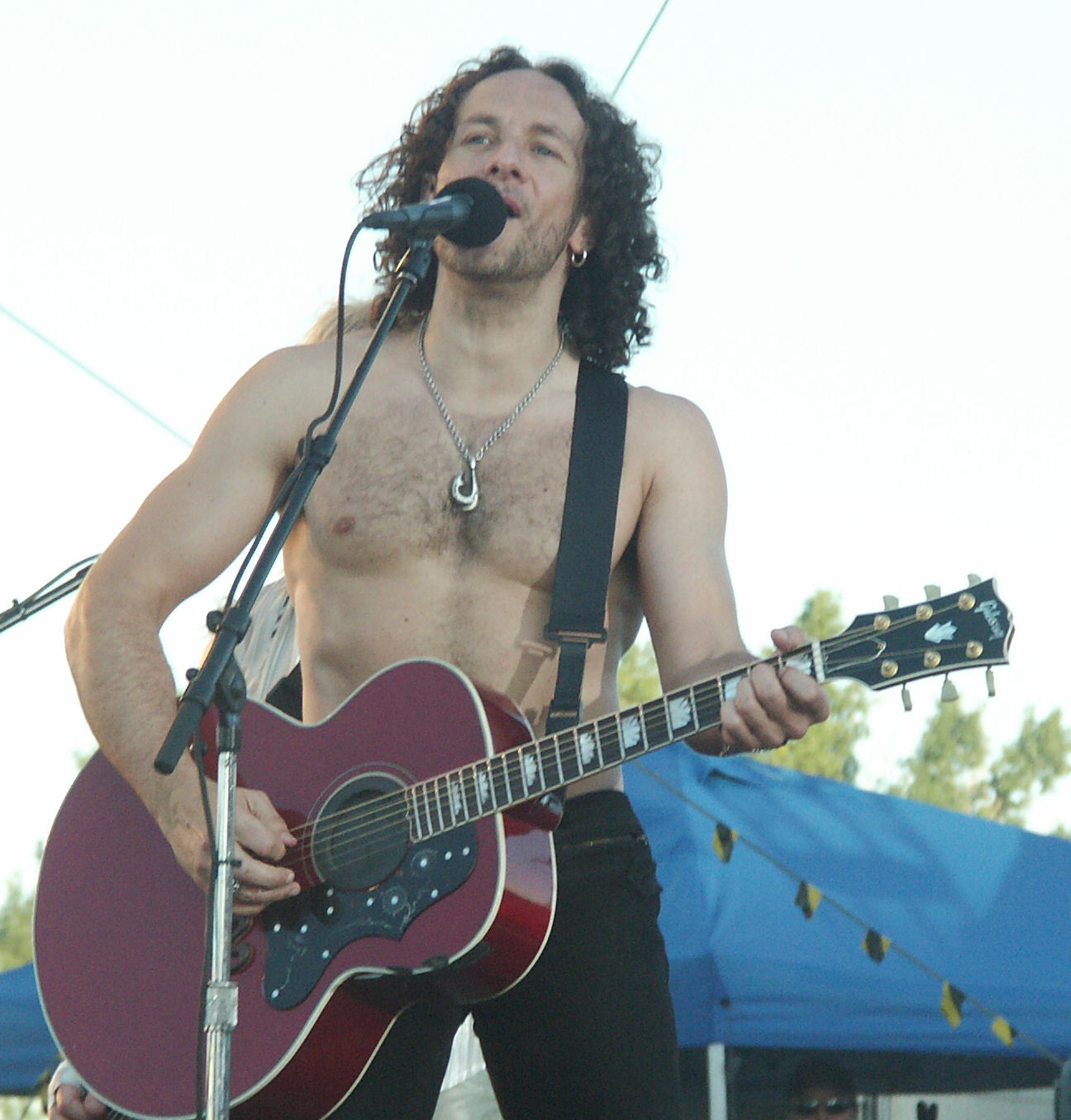
Vivian Campbell akusztikus gitárral a kezében.

Érdekesség, hogy a lemezen Rick Allen félig akusztikus dobfelszerelést használt. A Mercury Records által kiadott album kereskedelmileg az addigi leggyengébb eladásokat produkálta. A lemez nem érte el a platina státuszt az Egyesült Államokban, a többi országban viszont jól fogyott, bár a 80-as évek sikereit még csak meg sem közelítette. A lemez limitált kiadásához tartozik egy 6 dalos akusztikus koncertfelvétel is. A Slang-ről 4 kislemezt jelentettek meg, elsőként a Slanget, melyet a Work It Out, a All I Want Is Everything és a Breathe a Sigh követett. A Q magazin az "1996-os év legjobb tíz albuma" listáján a Slang is szerepelt. Az albumot már a megszokott világ körüli turné követte, olyan szokatlan földrészeket is érintve, mint Dél-Afrika, vagy Dél-Ázsia. Bár a koncertjeiket még mindig sokan látogatták, dicső napjaik már rég a múlt részét képezték.
Némiképp ezen segített a VH1 zenecsatorna Behind the music című háromrészes Def Leppard dokumentumfilmje. Az epizódokat többször is ismételték, mely révén a sorozat kiugró nézettségi statisztikát produkált. Egyes epizódokat a Saturday Night Live műsorban is paródizáltak. A dokumentumfilm visszahozta az együttes nevét a köztudatba, mely lendületet kihasználván a zenekar hozzálátott egy új album rögzítésének. A felvételek Elliott Joe's Garage nevű stúdiójában zajlottak Dublinban. A producer a zenekar mellett megint Pete Woodroffe volt. A Mercury kiadásában megjelent album végül Euphoria címmel került a boltok polcaira, 1999. június 8-án. Az UK Albums Chart és a Billboard 200-as listáján egyaránt a 11. helyen nyitott.

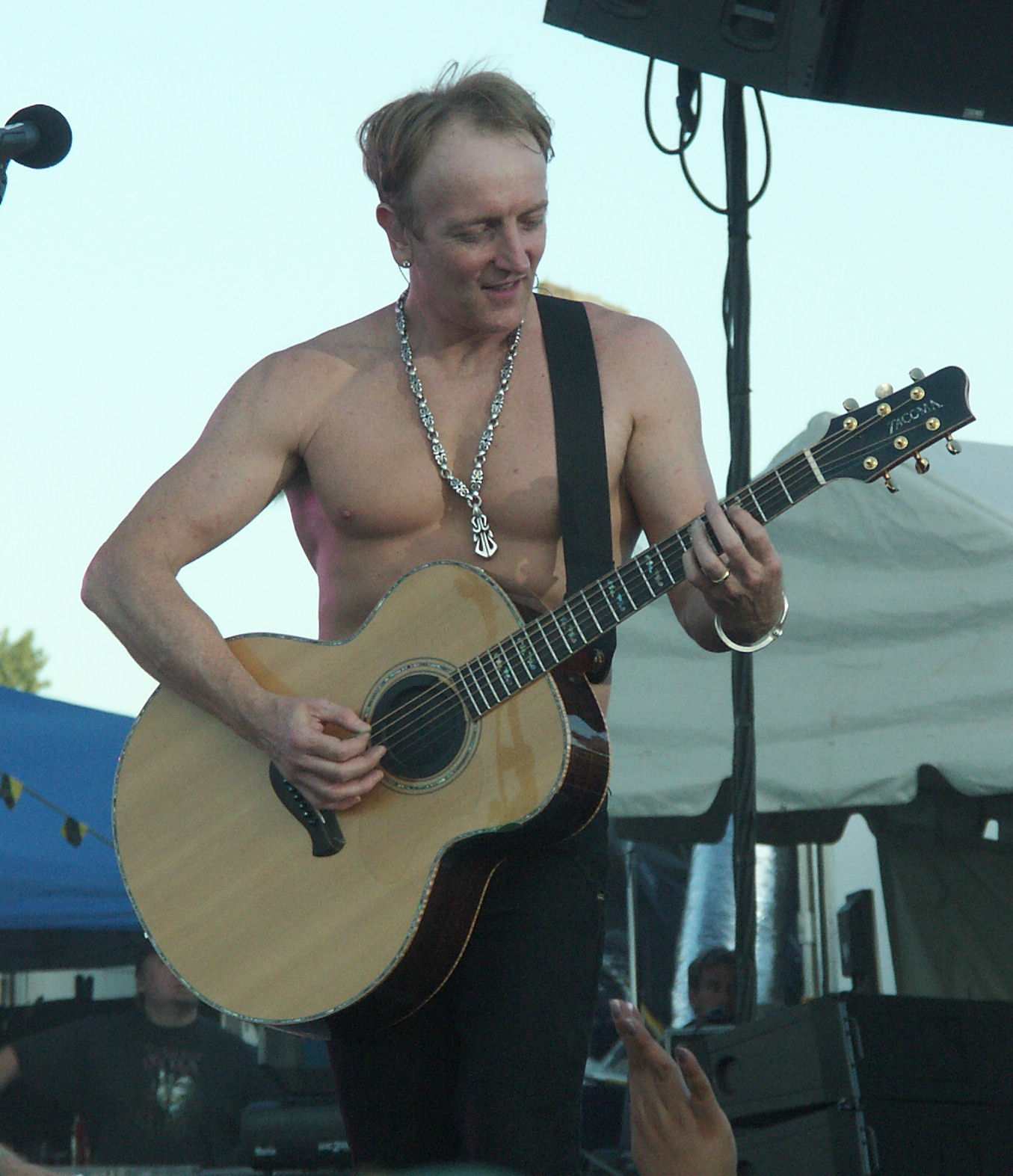
Phil Collen egy 2007-es koncerten.

Az album teljes egészében a klasszikus 80-as évekbeli albumok stílusát és hangulatát hozta vissza. Ebben nagy szerepe volt Robert John "Mutt" Lange-nak aki visszatért az együtteshez mint külsős dalszerző, és vokálozott is három dalban: "It's Only Love", "All Night" és a "Promises". Érdekesség, hogy a lemezt nyitó Demolition Manben Rick Savage szomszédja, a Forma 1-es versenyző Damon Hill is szólózik. Az album jó pár dala szerepelhetett volna a 80-as évekbeli albumokon is, ennek megfelelően mind a kritikusok mind a rajongók lelkesen fogadták a lemezt. Az Allmusic négy csillaggal jutalmazta a lehetséges ötből, és kereskedelmileg is sikeresnek bizonyult. Az első héten 98.000 példány kelt el belőle az Egyesült Államokban, majd végül aranylemez lett Kanadában, Japánban és az USA-ban is. A lemezről hat kislemezt jelentettek meg. Elsőként a Promises címűt mely 1999 júniusában vezette a Billboard 's Mainstream Rock chart listáját. A többi kislemez a Promises/Back in Your Face, Paper Sun, Goodbye, Day After Day és 21st Century Sha La La La Girl dalokat tartalmazta. Az albumot újabb hosszas turné követett, mely 147 fellépést foglalt magában.
2000. szeptember 5-én bekerültek a "Hollywood Rock Walk Hall of Fame"be (a rock halhatatlanjainak panteonjába), ahol tenyér lenyomatukat a beton őrzi. A rendezvényen a Queen gitárosa Brian May volt jelen. 2001-ben a VH1 előállított és sugárzott egy Hysteria – The Def Leppard Story című életrajzi filmet, melyben Anthony Michael Hall, Mutt Lange, Amber Valletta és Lorelei Shellist (Steve Clark volt barátnője) is felbukkant. A film nagyrészt az 1977 és 1986 közti időszakra koncentrál, különös figyelmet fordítva Rick Allen és Steve Clark "küzdelmeire". A film igen magas nézettséget produkált és DVD verzióban is beszerezhető. 2001-ben a tagok nagyrészt projektjeikkel voltak elfoglalva, Collen a "Cybernauts"-al, Campbell a "Clock" nevű zenekarával ténykedett. Még ez évben számos DVD-t dobtak piacra. Historia / Live: In the Round, in Your Face címmel kiadtak egy klipgyűjteményt és 1987/88-as Hysteria turnén rögzített koncertet, melyek eredetileg külön jelentek meg 1988-ban VHS formátumban. Ezt a Visualize / Video Archive követte a sorban melyen videóklipek és koncertfelvételek egyaránt megtalálhatóak, és eredetileg szintén VHS-en jelent meg 1993-ban illetve 1995-ben.

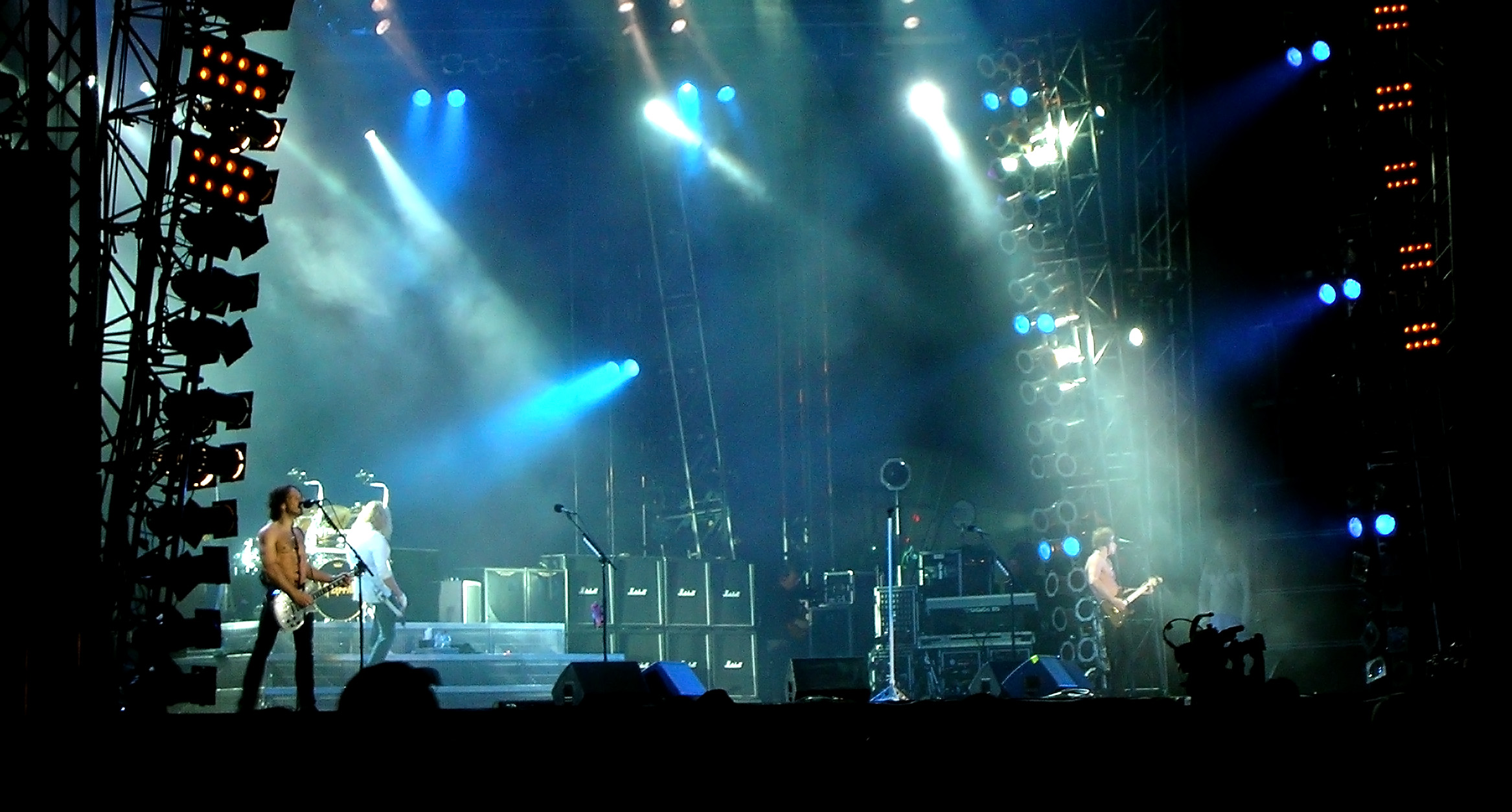
Def Leppard koncert a 2008-as Sweden Rock fesztiválon.

Időközben készültek a következő nagylemez stúdiómunkálatai is melyek 2001-ben zajlottak a Joe's Garage, a Stockholmi Polar Studios, és a Los Angelesi Rumbo stúdiókban. A zenekaron és Pete Woodroffe kívül olyan nevek segédkeztek a produceri teendőkbe, mint Per Aldeheim, Andreas Carlsson és Marti Frederiksen. Tizedik nagylemezük stílszerűen az X címet kapta, mely 2002. július 30-án jelent meg a Mercury gondozásában. Az Egyesült Államokban az Island Records jelentette meg. A Billboard 200-as listáján a 11., míg az angol UK Albums Chart-on a 14. helyet szerezte meg. Ez volt az első olyan albumuk melynek dalszerzői munkálataiból Rick Allen dobos is aktívan kivette a részét. Az album a hard rock helyett eltávolódást mutatott a pop rock irányába, melyet mind a rajongók, mind a kritikusok részéről teljes közöny fogadott. A lemezről a Now, Long, Long Way to Go, és a Four Letter Word dalokat adták ki kislemezen, de csakúgy mint maga az album ezek is hamar eltűntek a listákról. Az X a mai napig a legkevesebb példányban elkelt albumuk. A lemezt követő turné azonban a legsikeresebb volt az Adrenalize turnéja óta.
2004 októberében egy Best of Def Leppard című gyüjteményes album jelent meg. Észak-Amerikában csak májusban jelent meg Rock Of Ages – The Definitive Collection címmel. 2004. október 25-én megjelent egy Best of the Videos című 29 videóklipet tartalmazó DVD kiadvány.

### Yeah! , Songs from the Sparkle Lounge (2005-napjainkig)
2005-ben felléptek a Philadelphiában megrendezett Live8 rendezvényen, melyet egy nyári turné követett Bryan Adams társaságában. Még ez évben a zenekar elhagyta a Q Prime menedzsment céget, és a HK Management-tel kötött megállapodást. 2005. november 11-én egy újabb videóklipeket tartalmazó DVD látott napvilágot Rock of Ages – The DVD Collection címmel. 2006. május 23-án megjelent egy Yeah! című feldolgozásalbum, melynek munkálatai már 2003-ban elkezdődtek. A Mercury/Island gondozásában kiadott lemez a Billboard 200-as listáján a 16., míg az UK Albums Charton az 52. helyen szerepelt. Az albumon olyan példaképek dalait formálták a saját képükre, mint a Thin Lizzy, Queen, Sweet, T. Rex, David Essex, Blondie, The Nerves, The Kinks, Electric Light Orchestra, Roxy Music, David Bowie, Free, Mott the Hoople, Badfinger, John Kongos, Faces vagy a Slade. Az album már a tizedik olyan anyaguk volt mely bekerült az amerikai Top 20-ba. A lemezből 140 ezer példány kelt el.
2006. május 31-én felléptek a VH1 Rock Honors műsorában, ahol még szerepelt a Queen, a Judas Priest, és a KISS. A rendezvényen az All-American Rejects együttes előadta a Photograph feldolgozását. Ezt egy sikeres turné követett a veterán Journey társaságában. 2006 októberében újra megjelent a Hysteria album egy kétlemezes deluxe változatban, melyen remixek, és maxikon megjelent bónuszdalok is helyet kaptak. 2007 júniusában megkezdték Downstage Thrust Tour elnevezésű turnéjukat, mely érintette az Egyesült Államok nagy részét és Kanadát. A körút két előzenekara a Foreigner és a Styx volt.
Már 2006-ban is dolgoztak a következő album munkálatain, melyek 2008-ra be is fejeződtek. A produceri teendőket saját magukon kívül ezúttal Ronan McHugh-ra bízták. Az album Songs from the Sparkle Lounge címmel 2008. április 25-én jelent meg a Mercury/Universal gondozásában. Az Egyesült Államokban az Island adta ki az anyagot. Az ország északi részén április 29-én, míg Japánban csak 30-án jelent meg. A rég várt album a Billboard 200-as listáján az 5. helyet szerezte meg, ahol az első héten 55.000 darabot vásároltak meg belőle. Az UK Albums Chart listáján a 10. helyig jutott. Szó volt róla, hogy a lemezen megint együttműködnek Mutt Lange-al ez azonban nem valósult meg. Kislemezként először a Nine Livest adták ki, melyen Tim McGraw country énekes is szerepel, aki egyúttal a dal társszerzője is volt Elliott, Savage és Collen mellett. Ezt a C'mon C'mon dal megjelenése követte. Elliott a zenekar hivatalos honlapján az album hangzását a korai AC/DC anyagok és a Led Zeppelin Rock and Roll című dalához hasonlította. Az album valóban visszatérés lett a klasszikus, hard rockos Def Leppard stílushoz, melyet a rajongók és a kritikusok is pozitívan fogadtak. Az albumot támogató turné 2008. március 27-én vette kezdetét a Greensboro-ban. Az amerikai dátumokhoz a Styx és a REO Speedwagon csatlakozott az együtteshez. Ezt követően több európai rockfesztiválon léptek fel, majd egy angliai arénaturnét bonyolítottak le a Whitesnake társaságában. Az újabb amerikai fellépéseken a Black Stone Cherry lépett fel velük, majd újra európa felé vették az irányt. Pár angol koncerten újra a Whitesnakeel léptek fel, de csatlakozott hozzájuk a Thunder is. A világturné Japánban, Ausztráliában és Új-Zélandon folytatódott. Az Indiai és Japán koncerteken a Whitesnake is velük tartott. A turné 41 amerikai várost érintett, valamint 2009 közepén Torontóban is felléptek. Ezenkívül nagy sikerű koncertet adtak a brit Download fesztiválon is, a Whitesnake és a ZZ Top társaságában.
A turné keretében 2008 októberében a nashville-i koncertjükön együtt léptek fel Taylor Swift country-pop énekesnővel. A felvétel 2009. június 16-án DVD-n is hozzáférhetővé vált, kizárólag a Wal-Mart cégen keresztül. Ez a kiadvány volt a legkelendőbb DVD a megjelenés hetében, és összességében a 10. legkelendőbb Wal-Mart zene kiadás lett. A szupersztár Taylor Swift gyermekkora óta Leppard rajongó, ezért választotta az együttest vendégéül. Az együttessel a Photograph dalt adta elő, mely az év videója díjat is megnyerte a 2009-es CMT Music Awards-on. Ezenkívül a Pour Some Sugar On Me, és a When Love and Hates Collide dalok is elhangzottak az énekesnő és a zenekar közös előadásában. Taylor Swift így nyilatkozott a közös fellépésről: A Def Leppard félelmetesen jó volt. Ezek a legmenőbb srácok a világon. Ez volt a legcsodálatosabb dolog a világon, hogy élőben felléphettem velük. Joe Elliott pedig így nyilatkozott a közös fellépésről: Abszolút öröm volt együtt dolgozni Taylorral, nagyon örülök hogy lehetőségünk nyílt erre.
2009 októberében a zenekar bejelentette, hogy törli a hátralévő észak-amerikai dátumokat, mely összesen 23 koncertet foglalt magában. Az együttes személyi kérdésekre, problémákra hivatkozott, mely révén felmerültek pletykák tagcserékről, feloszlásról. A zenekar tagadta a híreket, sőt kijelentették, hogy egyszerűen nem tudnák elképzelni, hogy a zenekar nélkül mihez fognának.." Ugyan már rég nem olyan sikeresek mnt egykoron, de a legutóbbi turnéjukon egy koncertért közel 700.000 dollárt kaptak, mely révén a 20 legjobban fizetett előadok közé tartoztak az évben. Joe Elliott ekkortájt kijelentette, hogy egy ideig nem fognak többet turnézni, vélhetőleg majd csak 2011-ben, amikor egy új lemez is tervbe van véve.
A Def Leppard is a Toolhoz, az AC/DChez és Garth Brookshoz hasonlóan megtiltotta, hogy zenéjük hozzáférhető legyen az iTunes-on.
Elliott egy 2011-es interjúban elárulta, hogy terveik közt szerepel egy újabb turné és egy koncertlemez kiadása is. Ez utóbbi azért érdekes, mert még egyetlen koncertlemezük sem jelent meg, egy négyszámos 1993-ban megjelent Live: In the Clubs, in Your Face EP-n kívül. A koncertalbum Mirrorball címmel jelent meg 2011 júniusában a Frontiers Records gondozásában. Az albumból 20000 példány kelt el az első héten az USA-ban, ezáltal a Billboard 200 listáján a 16. helyre került. A kiadványra három új dal is felkerült, melyekből a Undefeated kislemezen is megjelent. 2011 nyarán turnéra indult a zenekar, melynek során 2011. június 10-én felléptek a brit Download fesztiválon is.
A turné két hónapon át érintette az Amerikai Egyesült Államokat is, ahol a Heart lépett fel az együttes előtt. Ezt követően Ausztráliában és Japánban adtak koncerteket. 2011 őszén a Mötley Crüevel indultak brit arénaturnéra, ahol a Steel Panther volt a koncertek nyitózenekara. A 2011-es ausztrál turné alkalmával felbukkantak a Channel Seven Perth Telethon televízió állomáson. 2011. július 17-én a Wisconsinban megrendezett Rock Festen léptek volna fel a Heart zenekarral, a koncertet azonban mindkét zenekar lemondta, mivel Joe Elliot apja hirtelen elhunyt. A két együttes helyét a Stone Temple Pilots és Ted Nugent töltötte be. A Def Leppard bejelentette, hogy 2012 nyarán az Amerikai Egyesült Államokban fognak turnézni, ahol a Poison és Lita Ford lesznek az előzenekarok. 2012. július 22-én főzenekarként fognak fellépni a Rock Festen, ahol sok egyéb zenekar mellett a Poison fellépése is várható.

## Zene, stílus
A Def Leppard az amerikai stílusú hard rock egyik meghatározó együttese. A A brit heavy metal új hullámával kerültek nyilvánosságra, színtiszta brit heavy metalt igazándiból sosem játszottak. Már a korai albumaikon (On Through the Night – 1980, High 'n' Dry – 1981) is sokkal közérthetőbben, hard rockosabban szólaltak meg, mint a kortárs Iron Maiden, Saxon vagy Judas Priest albumok. Egyedi, felismerhető zenei stílusuk az 1983-ban megjelent Pyromania albumon kristályosodott ki, melyet a többszólamú vokálok, a könnyedén rögzülő refrének, dallamos/slágeres hard rock számok jellemeznek. Ez az irányvonal tovább folytatódott az 1987-es Hysteria albumon, némileg még jobban a rádiórockos vonalra kihegyezve. Stílusokat tekintve zenéjükben a hard rock elemek mellett megtalálható az AOR dallamossága, a dallamos gitárriffek/szólók valamint a hair vagy pop metal slágeressége is. Ez utóbbit erősítették 80-as évekbeli megjelenésükkel is, melyet a feltupírozott hajak, extravagáns, színes ruhák jellemeztek. Az alternatív rock és a grunge előretörésével veszítettek népszerűségükből, de pályatársaikkal ellentétben ők csak az 1996-os Slang albumon kezdtek el kísérletezni. Ezen album dalait komorabb hangulat, összetetebb dalok, ipari és indusztriális hangzások jellemzik. Ezenkívül még az X album hozott újítást, mely inkább a modern pop rock felé húzott, semmint a hard rockhoz.
Egyedi stílusukból, példaképeik hatása is kihallható. A glames, lazább riffek a T. Rex, a Mott The Hople világából merítenek, a többszólamú vokálok a Queen munkásságát idézhetik fel, mig a keményebb gitártémákra a Led Zeppelin is hatást gyakorolt.
A 80-as években gyakran agatták rájuk a glam metal címkét, melyet a zenekar elutasított, mivel szerintük az nem pontosan írja le a megjelenést vagy a zenei stílust.

## Sikerek, hatásuk
A Def Leppard az 1980-as évek egyik legsikeresebb rockegyüttese volt. Első kettő, még heavy metalos albumukkal (On Through the Night, High 'n' Dry) az angol heavy metal újhullámának egyik vezető zenekara lettek. Az igazi áttörést az 1983-ban kiadott Pyromania hozta el, mely az ezt követő 1987-es Hysteriaval egyetemben gyémántlemez minősítést kapott. Áttörésük nagyrészt az MTV zenecsatornának köszönhető, valamint az olyan slágeres számaiknak, melyeket a poporientált közönség is könnyedén meg tudott emészteni. Ugyanakkor sikerüket annak is köszönhették, hogy általában mindig azt játszották amit a közhangulat megkívánt. A kritikusok és a rajongók nagy része is a Pyromania és a Hysteria albumokat tartja életművük legerősebb produktumainak, melyekkel meghatározták a 80-as évek közepének/második felének dallamos hard rock irányvonalát. Számtalan akkor felbukkanó együttesen érezhető volt e két lemez hatása, elég ha csak a legismertebb együttes a Bon Jovi nevét említsük.
Az 1990-es évek elejére, az alternatív rock és grunge műfajok térhódítása révén, a dallamos rock, pop metal, hair metal és rádiórock zenekarok elveszítették népszerűségüket, médiatámogatásukat. Ezáltal a Def Leppard csillaga is leáldozóban volt, bombasztikus stadionrock zenéjük elavulttá vált, noha az 1992-es Adrenalize albumuk még vezette az amerikai és brit slágerlistákat is, a lemez turnéja pedig szintén teltházakat vonzott. Az 1993-as Retro Active még szintén sikeres tudott maradni, az 1996-os Slang kiadása óta viszont már nem sikerült megismételni a korábbi sikereket. Az együttes fénykora már a múlt, újabb lemezeik azonban még most is felkerülnek a listák élbolyába és sikeres arénakoncerteket adnak.

## Egyéb projektek
Phil Collen gitáros szerepelt Sam Kinison amerikai humorista 1988-ban megjelent Have You Seen Me Lately? albumának "Wild Thing" című dalában, bár nevét nem tüntették fel. A dal videóklipjében a Poison, Bon Jovi, Mötley Crüe, Guns N’ Roses, Ratt, és az Aerosmith tagjai is szerepeltek. Collen ezenkívül szerepelt az ausztrál BB Steal zenekar 1991-ben megjelent On The Edge  című albumán is.
Joe Elliott a Rolling Stones gitárosának Ronnie Woodnak 1992-ben megjelent Slide On This albumán énekelt két szám erejéig. A Somebody Else Might és Always Wanted More dalokhoz vodeóklipet is forgattak.
A Def Leppard különböző tagjai felbukkantak Jeff Beck, AC/DC, és Alice Cooper feldolgozás albumokon is.
A Cybernauts Joe Elliott és Phil Collen projektje, mely a The Spiders from Mars (David Bowie kísérőzenekara) tagjait foglalta még magában, Mick Ronson gitáros kivételével. Az együttes több koncertet is adott, melyek alkalmával Bowie Ziggy Stardust korszakának dalai is felcsendültek előadásukban.
Phil Collen 2004-ben megalapított egy Man Raze nevű alternatív/hard rock együttest is, melynek eddig egy albuma jelent meg 2008-ban Surreal címmel.
Vivian Campbell az utóbbi években a Clock és Riverdogs zenekarokban is megfordult, valamint 2005-ben egy szólólemezt is készített (Two Sides of If).
Joe Elliott 2010 júliusában a Down 'n' Outz együttessel adott ki lemezt, My ReGeneration Vol. 1 címmel. A zenekart The Quireboys tagok alkotják.
Vivian Campbell 2010 elején a Thin Lizzyvel indult turnéra.
Phil Collen 2011 januárjában a The Damned énekesével Dave Vaniannal dolgozott együtt, egy I, Superbiker című motoros film zenéjén.

## Diszkográfia
- 1979 – The Def Leppard E.P.
- 1980 – On Through the Night
- 1981 – High 'n' Dry
- 1983 – Pyromania
- 1987 – Hysteria
- 1992 – Adrenalize
- 1993 – Retro Active (ritkaságok gyűjteménye)
- 1995 – Vault: Def Leppard Greatest Hits (1980–1995) (válogatás)
- 1996 – Slang
- 1999 – Euphoria
- 2002 – X
- 2004 – Best of Def Leppard (válogatás)
- 2005 – Rock of Ages: The Definitive Collection (válogatás)
- 2006 – Yeah! (feldolgozások gyűjteménye)
- 2008 – Songs from the Sparkle Lounge
- 2015 – Def Leppard
- 2022 – Diamond Star Halos

The Def Leppard World – Discography

## Videók/DVD-k
- 1988 – Historia (VHS)
- 1989 – Live: In the Round, in Your Face (VHS)
- 1993 – Visualize (VHS)
- 1995 – Video Archive (VHS)
- 2001 – Historia / Live: In the Round, in Your Face (DVD)
- 2001 – Visualize / Video Archive (DVD)
- 2001 – Hysteria – The Def Leppard Story (DVD)
- 2004 – Best of the Videos (DVD)
- 2005 – Rock of Ages: The DVD Collection (DVD)

## Tagok

### Jelenlegi tagok
- Joe Elliott – ének, gitár, billentyűk (1977 óta)
- Phil Collen – gitár, háttérvokál (1982 óta)
- Vivian Campbell – gitár, háttérvokál (1992 óta)
- Rick Savage – basszusgitár, billentyűk, gitár, háttérvokál (1977 óta)
- Rick Allen – dobok, háttérvokál (1979 óta)

### Korábbi tagok
- Steve Clark – gitár, háttérvokál (1978–1991)
- Pete Willis – gitár, háttérvokál (1977–1982)
- Tony Kenning – dobok (1977–1978)
- Frank Noon – dobok (1978)

### Kisegítő tagok
- Jeff Rich – dob, ütőhangszerek (1986 augusztusában)